# Horton Brook (dopływ Salmon River w Nowej Szkocji)
Horton Brook – strumień (brook) w kanadyjskiej prowincji Nowa Szkocja, w hrabstwie Guysborough, płynący w kierunku południowym i uchodzący do Salmon River; nazwa urzędowo zatwierdzona 5 lipca 1951.